# الشخصي سياسي

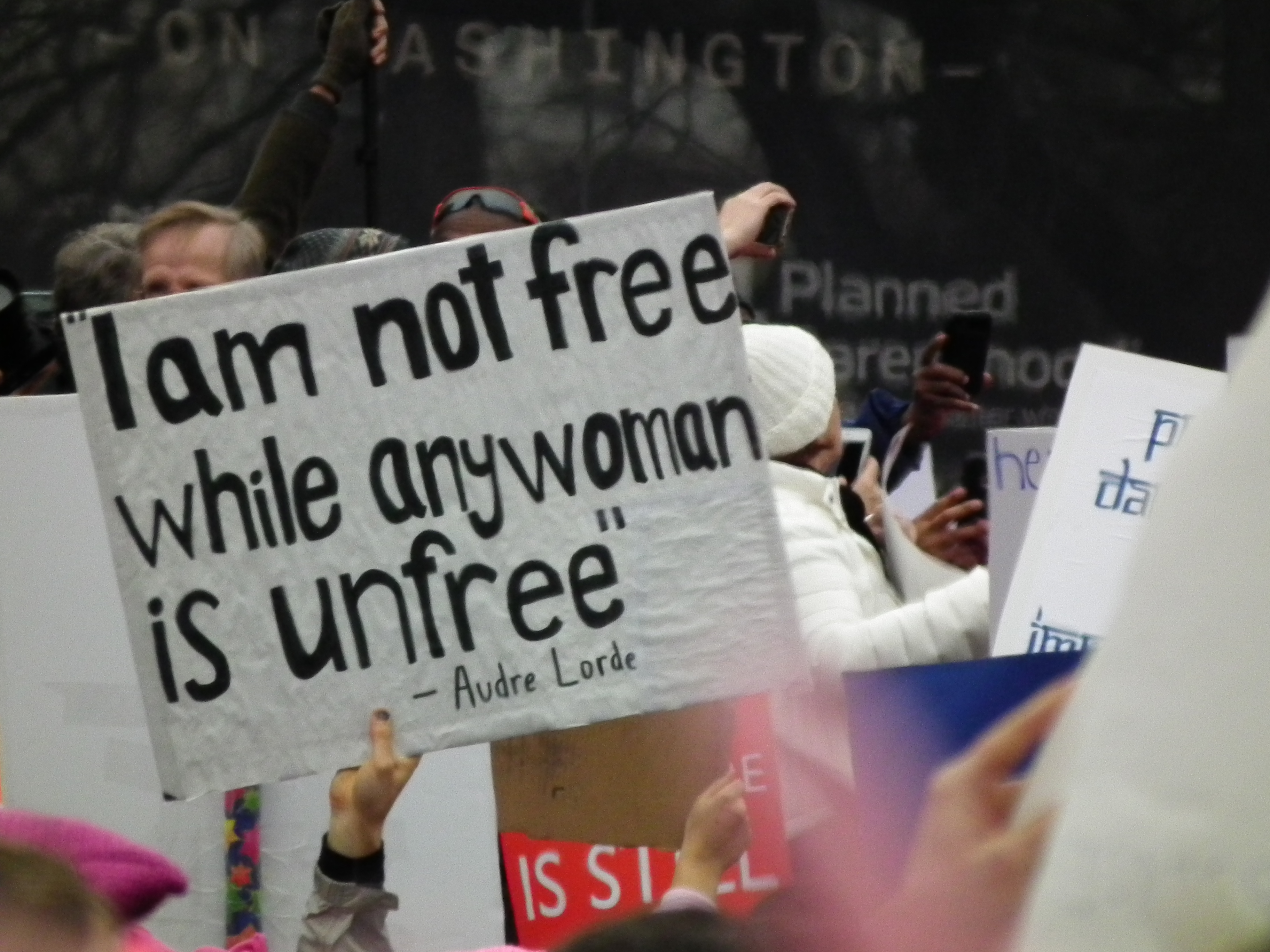

يُعتبر مصطلح الشخصيُّ سياسيٌّ (بالإنكليزية: The personal is political)، أو بعبارة أخرى «الخاصُّ سياسيٌّ» حجّة سياسية استُخدمت كشعار حاشد في الحراك الطلّابي والموجة النسوية الثانية منذ أواخر ستينيات القرن العشرين، وقد أكّدت على العلاقات بين التجربة الشخصية والبنى الاجتماعية والسياسية الأكبر منها، وفي سياق الحركة النسوية لستينينات وسبعينينات القرن العشرين، شكلّت تحدٍّ للأسرة النواة والقيم العائلية، ووُصفت العبارة بشكل متكرر كسمة مميزة لموجة النسوية الثانية، والنسوية الراديكالية، ودراسات المرأة، أو النسوية بشكل عام.
وقد نالت العبارة شعبيتها بنشر الناشطة النسوية كارول هانيش لمقالة لها عام 1969 بعنوان «الشخصي سياسي»،, ولكنها تتنصل من تأليف المصطلح، كما أنكرت تأليفه أيضاً كل من كيري بورخ، وشولاميث فايرستون وروبن مورغان، وعدة ناشطات نسويات أخريات نُسب أصل المصطلح إليهنّ، فتكتب بورخ: «وإنما تُعتبر ملايين النساء جميعاً هنّ مؤلفات هذه العبارة من خلال اقتباس محادثاتهن العامة والخاصة.» كما شبّهت غلوريا ستاينم نسْب تأليف هذه العبارة لشخض ما بادّعاء ابتداعه الحرب العالمية الثانية.
كما وُظّفت العبارة في نسوية النساء ذوات البشرة الملوّنة، كما في «تصريح ناشطة نسوية سوداء البشرة» لجمعية نهر كومباهي، ومقالة أودري لورد بعنوان «لن تفكك أداة السيد منزله أبداً»، وكتاب المقتطفات «هذا الكتاب يُدعى ظهري: كتابات نساء راديكاليات ذوات بشرة ملونة» الذي عدّلته غلوريا إي. آنزالدوا وشيري موراجا.
وبشكل أوسع، تشير وجهة نظر كيمبرلي ويليامز كرينشو إلى أن: «عملية الاعتراف بما كان يبدو معزولاً وفردياً مسبقاً على أنه اجتماعي ومنهجي، قد ميّزت سياسات الهوية للأمريكيين من أصل إفريقي أيضاً، والشعوب الأخرى ذات البشرات الملوّنة، بالإضافة إلى الشواذ جنسياً وغيرهم.» 

## مقالة كارول هانيش
صاغت كارول هانيش، وهي عضو في مجموعة النساء الراديكاليات في نيويورك وشخصية بارزة في حركة تحرير المرأة، مقالة تدافع فيها عن الأهمية السياسية لمجموعات التوعية في شباط/فبراير عام 1969 في غينسفيل التابعة لفلوريدا، ومُنحت المقالة في البداية العنوان: «بعض الأفكار استجابةً لرأي دوتي حيال حركة تحرر المرأة» نظراً لتوجيهها أولاً للتجمع النسائي في الصندوق التعليمي للمؤتمر الجنوبي، ومن ثم أصبحت هانيش موظفة تابعة للصندوق ومقيمة في مدينة نيويورك، فأخذت تؤيد انخراطه في التنظيم المكرّس لتحرر النساء في الجنوب الأمريكي.
وقد سعت هانيش لدحض فكرة أن الجنس، والمظهر، والإجهاض، ورعاية الطفل، وتقسيم العمل المنزلي مجرّد قضايا شخصية دون أهمية سياسية، ولمواجهتها إلى جانب قضايا أخرى، حرّضت النساء للتغلب على لوم الذات، ومناقشة أوضاعهن مع بعضهن، والتجمع بشكل منظّم ضد الهيمنة الذكورية على المجتمع، ورغم أنها لم تستخدم عبارة «الشخصيّ سياسيٌّ» في المقالة، كتبت:
ونُشرت المقالة تحت عنوان: «الشخصيّ سياسيٌّ» ضمن كتاب «ملاحظات من العام الثاني: تحرر المرأة» عام 1970، وتعتقد المؤلفة بأن شولاميث فايرستون وآن كوت –محررتي الكتاب– قد أعطَتا المقال عنوانه المشهور، فطُبع منذ ذلك الحين كـ«النسوية الراديكالية: قارئة توثيقية».

## معانٍ متعددة
بينما توضّح هذه العبارة العلاقة بين التجربة الشخصية للمرأة وتبعيتها، فسّرت ناشطات النسوية طبيعة هذه العلاقة والشكل المرغوب من النشاط السياسي المنبثق عنها بطرق متباعدة كثيرا، منها:
- طرح المسائل (الشخصية) أو (الاجتماعية) للتحليل والنقاش السياسيّين.
- تفسير للطبيعة المنهجية لقمع المرأة، فكما أوجزت هيدي هارتمان: «ناقشت ناشطات النسوية الراديكاليات بأن استياء النساء ليس برثاء عصابي لما هو غير منسجم، وإنما استجابة للبنية الاجتماعية التي يُطَبّق فيها الاستغلال، والسيطرة والاضطهاد على النساء بشكل ممنهج.»[9]

جمّعت باولا راست قائمة من تفسيرات العبارة ضمن حركات النسوية بما يتضمن: «تعكس الأحوال الشخصية الوضع السياسي الراهن، تخدم الأحوال الشخصية الوضع السياسي الراهن، يمكن للمرء أن يتخذ خيارات شخصية استجابةً للوضع السياسي الراهن أو اعتراضاً عليه، تعكس الخيارات الشخصية للفرد سياساته الشخصية، ينبغي أن يتخذ المرء خيارات شخصية متسقة مع سياساته الشخصية الخاصة، لا يمكن التفريق بين الحياة الشخصية والسياسات الشخصية.» 
ولاحظت هانيش أثناء كتباتها في عام 2006، أن هذه الأفكار، حالها كحال معظم النظرية التي أنشأتها ناشطات النسوية الراديكاليات الداعمات لخط تأييد المرأة (Pro-Woman line)، قد تمت مراجعتها، وربما انتزاعها أو حتى قلبها رأساً على عقب واستخدامها عكس غايتها الأصلية الراديكالية.